# 秋山広宣
秋山 広宣（あきやま ひろのぶ、広東名：陳日華（ちゃん にっか）、英語名：Stephen Chan、1980年 - ）は、日本と香港にルーツをもつ実業家・起業家。2021年現在は株式会社INFORICH代表取締役社長兼CEOを務める。日華名義でラッパーとしても活動していた。

## 来歴

### 幼少期から学生時代
1980年に客家であり香港人の政商である陳日新の実弟、父・陳中行と日本人の母の間に生まれた。10歳で来日するまで香港のインターナショナルスクールに通う。日本では、母の実家があった福島県いわき市に家族で住み、中学3年生まで公立の学校に通った。休みの度に香港と日本を行き来する中、香港で影響を受けたストリートカルチャー（音楽やスケートボードなど）を地元の友人たちに広め、心豊かな時間を過ごす。また、この頃からヒップホップ音楽に傾倒し、15歳の頃には英語、日本語、広東語を取り入れたラップを操るようになる。
マルチリンガルラッパーとして活動を続けながら高校を卒業後、ヒップホップを本場で体感すべく、ニューヨークの大学に進学する。

### アーティストとしてのメジャーデビューから実業家へ
大学を1年で中退し、日本に帰国後、ベンチャー企業に入社。他の仕事も掛け持ちしながら音楽の道を諦めず、2005年に自主制作のCDを発売。2007年、ユニバーサルミュージックよりアーティストとしてデビューを果たす。代表曲「NO.1」は、当時東北楽天ゴールデンイーグルスで活躍していた岩隈久志投手の入場曲に起用された。
「王様のブランチ」「はなまるマーケット」などで活躍していたタレントの雨宮朋絵と結婚。長女が生まれたことをきっかけに香港に戻って実業家を志すことを決意。音楽活動を通じて培った経験とコネクションを活かして、2012年にコンサルティング会社を設立。日本と香港のクロスボーダービジネスを中心に、KAGOME 、ZOZO アプリ「WEAR」のアジア展開、LEOC 、ジャパンエレベーターサービスホールディングス、横浜FC 香港、福岡県香港駐在事務所の顧問などを手掛け、海外事業展開、ブランディング、企業買収、海外上場の実務に携わる。2014年にマザーズ上場を果たしたIGNIS の海外戦略室室長として活躍。 

### INFORICH設立
それまでのクロスボーダーコンサルティング経験を活かし、2015年に株式会社INFORICHを設立。「次の人、次の世代を想い、行動する社会の循環を創る」ことをミッションに掲げ、現在グループ全体で4カ国5都市出身の178名のスタッフを抱える。
日本初のSNS を活用したプリントサービス「FOTOfwd」、2018年4月には日本初のモバイルバッテリーシェアリング「ChargeSPOT」をローンチ。2022年5月現在、同サービスは、日本、香港、台湾、タイ、フランス市場において40,000台（日本全国では30,000台）を展開し、5Gに必須な携帯バッテリーを支えるインフラの拡充に努める。

## 人物
- 幼い頃から家の中で英語、日本語、広東語が飛び交っていた影響もあり、現在も３ヶ国語でビジネスを手がける。
- ヒップホップに夢中になった中学高校時代、福島の地元いわき市で活躍する先輩や、DJKrush、RinoLatinnaⅡ から触発を受け、日本語でのラップを始める。ニューヨークではクイーンズ、Bedfordに滞在し、2002B-BoyParkのフリースタイルバトルにも出場。2004年に5カ国で開催したDeisel-U-Musicのピップホップ部門で初代アーバンチャンピオンとなり、それをきっかけにDefTech、RIZEが所属する事務所ユンタクに所属。2010年にスペースシャワーTVで香港と日本をSkypeで繋げてカルチャーを紹介する番組「縁TV」をいとうせいこうと企画。テレビ東京BSJapanの番組「BSアジア」でコメンテーターを務めた。2011年香港Yahoo!Awardを受賞。ラジオランキング1位を獲得。この時期をきっかけに両国のエンタメやストリートファッションの橋渡しをスタートする。現在「ChargeSPOT」で藤原ヒロシのFragmentDesignとのコラボはこの頃の出会い。
- 幼少期から異文化を行き来する中で、ダイバーシティの中に価値を見出すことの意義、面白さを体感し、自社においてもさまざまな国籍、文化、専門性を持つ人材を集める。
- INFORICHの主力事業「ChargeSPOT」の防災施策は、秋山にとって第二の故郷である福島の震災復興への想いから生まれた。
- 機関誌に取り上げられる熱心な創価学会員[要出典]。

## 主力事業ChargeSPOTについて
- 日本最大のモバイルバッテリーシェアリングサービスとして、全都道府県に30,000台を展開する。ユーザーにとっての利便性を高めると同時に、膨大なビッグデータを収集。
- モバイルバッテリーシェアリング業界随一のグローバル・プラットフォームとして、世界12カ国でフランチャイズ展開（国を超えて、借りて返せる。飛行機もOK）。
- 社会インフラとして、自然災害時には被災地において48時間バッテリーを無料開放している[2][3]。
- 2018年末、北海道胆振東部地震の影響による大型停電時は、新幹線で函館に筐体を持参。スマホのバッテリーがなくなり、連絡手段を失っていた旅行者を主な対象として、無料で貸し出した[2]。のちに、札幌市長より感謝状を受け取る。
- ハード・ソフト共に全工程を自社内で手がける。

## 日華としてのディスコグラフィー
シングル
1. 大丈夫（2007年5月9日）[Far Eastern Tribe Records] (UNIVERSAL JAPAN) UMCF-5006 :テレビ東京系「モヤモヤさまぁ〜ず2」エンディングテーマ
2. NO.1（2008年4月23日）[Far Eastern Tribe Records] (UNIVERSAL JAPAN) UMCF-5022：岩隈久志、小谷野栄一の入場テーマ

アルバム
1. 来恩（2006年8月24日）SUNFLOWER/TBR SFWW-0001
2. V.O.W. -Victory Over War-（2007年6月6日）[Far Eastern Tribe Records] (UNIVERSAL JAPAN) UMCF-1002
3. Nycca Presents Cookie （2009年11月4日）VILLAGE AGAIN ASSOCIATION,CO,.LTD / SFWW RECORDZ ZLCP-0004 日之内エミ、CHiE (Foxxi misQ)、WISE、JESSE (RIZE)、エラ・クーン、AYUSE KOZUE、EMILY、佐藤竹善らをフィーチャリング

参加作品
1. DJ TORA『DJ TORA RESIDENTS -MIXTURE OF TRANCE-』（2005年12月14日）get over the records GORBD-0003 トランスDJによるアルバム 02. 射音-SHINE- / DJ TORA FEAT. 日華 13. D!H!P! -DOUBLE HIGH PEACE- / DJ TORA+DJ HAL FEAT. 日華+Bumble Bee
2. SONPUB「IN THE AiR」（2008年3月5日）[Far Eastern Tribe Records] (UNIVERSAL JAPAN) UF1AS-00003 :NISSAN X-TRAIL NIPPON OPEN 2008 SNOWBOARDING CHAMPIONSHIPS 公式テーマソング デジタル・シングル 01. IN THE AiR featuring 日華